# Didier Pauchard
Pour les articles homonymes, voir Pauchard.
Didier Pauchard est un arbitre international français de football né le 1er janvier 1951 à Bourgon (Mayenne). Sa famille habite Chailland, en Mayenne.

## Biographie
Il a joué au Stade lavallois jusqu'en juniors, et pendant sa scolarité, il a été l'élève de Michel Le Milinaire. Il a été appelé à arbitrer des matchs de Première division en juillet 1991 avant d'être promu en 1992 arbitre international.
Infirmier militaire à l'hôpital de la base navale de Brest, il a représenté la ligue de Bretagne de football dans le corps arbitral.

## Sources
1. ↑  Michel Jouneaux, Le Stade lavallois, Siloë, 1994, p. 221.